# Big Band RTV Slovenija
Big Band RTV Slovenija je ena najstarejših tovrstnih zasedb na svetu.
Za začetke njegovega delovanja je v veliki meri zaslužen Bojan Adamič, ki je vodil orkester do začetka 60. let 20. stoletja, ko je za dirigentsko palico prijel mladi Jože Privšek. Privšek je že prej pokazal veliko spretnosti na klavirju in vibrafonu. Njegove največje kvalitete pa so se pokazale v komponiranju, aranžiranju in vodenju orkestra. 
Plesni orkester Radia Ljubljana (PORL), kot se je takrat imenoval Big Band, je popeljal v najvišji kakovostni razred. Da je dominiral v prostoru nekdanje Jugoslavije, ni dvoma, prav tako pa je bil PORL cenjen tudi zunaj naših meja. Tako je v Nemčiji prejel nagrado za najboljšo ploščo v konkurenci orkestrov, čeprav sta bila med njimi tudi orkestra Jamesa Lasta in Maxa Gregerja. 
Po Privšku so imeli dirigentsko palico v rokah Lojze Krajnčan, Petar Ugrin, Milko Lazar, Emil Spruk, Tadej Tomšič in drugi. 
V goste so prihajali tudi dirigenti in solisti iz tujine (Mercer Ellington, Maria Schneider, Carla Bley, Herb Pomeroy, Mathias Rüegg, Clark Terry, Stjepko Gut, Johnny Griffin, David Murray, Ed Partyka, George Lewis, Bill Holman, Michael Abene,  itd.)...
Povprečna starost članov Big Band RTV Slovenija je bila leta (2005) nekaj več kot 35 let. Večina jih je z jazzovskih akademij v tujini, vsi po vrsti pa so virtuozi na svojih inštrumentih.  
Med letoma 2002 in 2014 je skrb za umetniško vodstvo orkestra in menedžment prevzel sicer dolgoletni član saksofonske sekcije Hugo Šekoranja. Od sezone 2015/16 za umetniško koordinacijo skrbi saksofonist Lenart Krečič, producent orkestra pa je Rok Lopatič.
Ena od kvalitet Big Banda je tudi raznovrstnost. Zapolnjuje potrebe radijskih in televizijskih programov na zelo različnih glasbenih področjih, kot so filmska, plesna, zabavna in resna glasba. Njegovo največje zanimanje in ljubezen pa sta namenjena seveda jazzu, vokalno-orkestralnemu in inštrumentalnemu.
V povezavi s Simfoničnim orkestrom RTV Slovenija tvori Revijski orkester RTV Slovenija, ki je spremljevalec vsakoletne prireditve Slovenska popevka.

## Zasedba
| - Lojze Krajnčan – dirigent - Tadej Tomšič – dirigent - Aleš Suša - Primož Fleischman - Lenart Krečič - Adam Klemm - Blaž Trček - Darko Sedak Benčić - Antonio Geček - Dominik Krajnčan - Tomaž Gajšt - David Jarh | - Klemen Repe - Rok Štirn - Matjaž Mikuletič - Marjan Petrej - Primož Grašič – kitara - Blaž Jurjevčič – klavir - Aleš Avbelj – kontrabas in bas kitara - Aleš Rendla – bobni |

## Diskografija
- 4. jugoslovanski jazz festival "Bled 1963" (1963) dir. Jože Privšek
- 9. International jazz festival "Ljubljana '68" (1968) dir. Jože Privšek
- 10. International jazz festival "Ljubljana '69" (1969) dir. Jože Privšek
- V soju žarometov (1970) dir. Jože Privšek
- 11. International jazz festival "Ljubljana '70" (1970) dir. Jože Privšek
- 12. internacionalni festival jazza "Ljubljana '71" (1971) dir. Jože Privšek
- 15. International jazz festival "Ljubljana '74" (1974) dir. Jože Privšek
- In the Mood (1974) dir. Jože Privšek
- Križanke (1976) dir. Jože Privšek
- Glenn Miller (1979) dir. Jože Privšek
- Swing, swing, swing (1983) dir. Jože Privšek
- Joan Faulkner & Big Band RTV Ljubljana – Joan Faulkner (1984) dir. Jože Privšek
- Cockpit (1985) dir. Janez Gregorc
- Slovenske koračnice (1986) dir. Jože Privšek
- Sakralni koncert za orkester, zbor in soliste (1988) dir. Mercer Ellington
- A Tribute to Count Basie (1989) dir. Jože Privšek
- Janez Gregorc – Prelude to Summer (1990) dir. Marko Munih
- Big Band RTV Slovenija (1993) dir. Peter Herbolzheimer
- Big Band RTV Slovenija 1 (1995) dir. Emil Spruk, Jože Privšek, Milko Lazar
- Big Band RTV Slovenija 2 (1995) dir. Lojze Krajnčan
- Big Band RTV Slovenija Zlata šestdeseta slovenske popevke (1997) dir. Lojze Krajnčan
- Anika Horvat & Big Band RTV Slovenija – Ura brez kazalcev (1998) dir. Lojze Krajnčan
- Milko Lazar & Big Band RTV Slovenija – Hunski hrbti (1999) dir. Milko Lazar
- Primož Grašič & Big Band RTV Slovenija – Moja želja/My Wish (2000) dir. Lojze Krajnčan
- Alenka Godec & Big Band RTV Slovenija – Vse ob pravem času (2000) dir. Lojze Krajnčan
- Milko Lazar & Big Band RTV Slovenija – Koncert za klavir in jazzovski orkester (2001) dir. Milko Lazar
- Boško Petrović & Big Band RTV Slovenija – Round midnight (2002) dir. Lojze Krajnčan
- Janez Gregorc & Big Band RTV Slovenija – Hiša zvoka (2003) dir. Petar Ugrin
- Matej Grahek & Big Band RTV Slovenija – Night Birds (2003) dir. Jaka Pucihar
- Mia Žnidarič & Big Band RTV Slovenija – Preblizu predaleč (2004) dir. Milko Lazar
- Elda Viler & Big Band RTV Slovenija – Jubilej (2005) dir. Lojze Krajnčan
- 60 let (2005) dir. Bojan Adamič, Jože Privšek, Janez Gregorc, Lojze Krajnčan, Milko Lazar, Emil Spruk, Tadej Tomšič, Matjaž Mikuletič, Igor Lunder
- Hippy Christmas (2006)  dir. Matjaž Mikuletič
- Anika Horvat & Big Band RTV Slovenija – Nihče ne ve ... (2007)
- Eva Hren & Big Band RTV Slovenija – Etno (2008) dir. Tadej Tomšič
- Uroš Perić & Big Band RTV Slovenija feat. Duško Gojković – All of Me (2008) dir. Lojze Krajnčan
- Lucienne Lončina & Big Band RTV Slovenija (2009) dir. Lojze Krajnčan
- Big Band RTV Slovenija: Soul Activation with Rok Golob (2009)
- Alenka Godec & Big Band RTV Slovenija – Hippy Christmas Vol.II (2009) dir. Tadej Tomšič
- Jani Kovačič & Big Band RTV Slovenija – Cerberus Hotel Jazzitete (2010) dir. Igor Lunder
- Mia Žnidarič & Big Band RTV Slovenija – Love You Madly (2010) dir. Tadej Tomšič
- Big Band RTV Slovenija, Uros Peric & Friends – Dueti (2010)
- Imer Traja Brizani & Big Band RTV Slovenija (2011) dir. Lojze Krajnčan
- Tadej Tomšič & Big Band RTV Slovenija – Re:Start (2011) dir. Tadej Tomšič
- Neisha & Big Band RTV Slovenija – Radiofonika (2012) dir. Vid Žgajner
- Janez Bončina - Benč & Big Band RTV Slovenija – Live in Mons (2013)  dir. Tadej Tomšič
- Nuša Derenda & Big Band RTV Slovenija – Glenn Miller Revival (2013) dir. Emil Spruk, Milko Lazar, Jože Privšek
- Tomaž Grintal & Big Band RTV Slovenija – Pra dizer adeus (2014) dir. Tomaž Grintal,
- Vox Arsana & Big Band RTV Slovenija feat. New York Voices & Nina Strnad – Turn It Up (2015) dir. Lojze Krajnčan
- Jani Kovačič & Big Band RTV Slovenija – Silikonski časi Jazzitete 2 (2016) dir. Igor Lunder
- Jure Ivanušič, Simfonični orkester RTV Slovenija & Big Band RTV Slovenija – Sonce in sence (2016) dir. Lojze Krajnčan
- Lenart Krečič, Jure Pukl, Klemen Smolej, Žan Tetičkovič & Big Band RTV Slovenija – Mladi jazz (2016) dir. Jaka Pucihar, Tadej Tomšič, Igor Lunder, Lenart Krečič
- Uroš Perić, Simfonični orkester & Big Band RTV Slovenija – Have a Perry Christmas (2017) dir. Lojze Krajnčan
- Boštjan Gombač & Big Band RTV Slovenija feat. Nino Mureškič & Nina Strnad – Iucundus (2018) dir. Lojze Krajnčan
- Nina Strnad & Big Band RTV Slovenija – Trenutki z Jožetom Privškom (2018) dir. Lenart Krečič
- Jadranka Juras & Big Band RTV Slovenija feat. Milan Stanisavljević – You & I and the Music (2019) dir. Tadej Tomšič
- Renato Chicco & Big Band RTV Slovenija – First Encounter (2019) dir. Lojze Krajnčan
- Marko Churnchetz & Big Band RTV Slovenija – Roads (2021) dir. Lojze Krajnčan
- Teo Collori & Big Band RTV Slovenija – Gitara Parlante (2021) dir. Lojze Krajnčan
- Kristijan Krajnčan & Big Band RTV Slovenija – Floating Sand (2021) dir. Lojze Krajnčan
- Uroš Perić & Big Band RTV Slovenija – Screamin' Hallelujah! (2022) dir. Lojze Krajnčan
- Mia Žnidarič & Big Band RTV Slovenija – Obarvana (2023) dir. Steve Klink
- Alex Sipiagin & Big Band RTV Slovenija – New York Suite (2023) dir. Lojze Krajnčan

## Nekdanji člani in sodelujoči
| - Matjaž Albreht - Andrej »Andy« Arnol - Miklavž Ašič - Franc Bahar - Borut Bučar - Josip Forenbacher - Mihael Gunzek - Miha Hawlina - Anton Horvat - Tone Janša - Miro Kadoić - Jože Kampič - Zoran Komac - Milko Lazar - Borut Lesjak - Janez Martinc - Tone Martinc - Saša Nestorović - Vilko Ovsenik - Albert Podgornik - Dušan C. Prevoršek - Ati Soss - Rok Spruk - Hugo Šekoranja - Reinhold Uhl - Dušan Veble - Andreas Waltl | - Stanko Arnold - Matej Bovhan - Marijan Domić - Pavel Grašič - Tomaž Grintal - Edvard Holnthaner - Jože Kelbl - Urban Koder - Franc Košir - Davor Križić - Marko Misjak - Pavel Oman - Andrej Osana - Andy Pesendorfer - Matej Rihter - Mario Sancin - Mojmir Sepe - Petar Ugrin - Ladislav »Lacko« Zupančič | - Marjan Ašič - Alojz Bezgovšek »Bgi« - Marjan Erjavec - Borut Finžgar - Marcel Fuchs - Jože Gjura - Vinko Globokar - Aleksander Grašič - Mladen Guteša - Bogdan Jarec - Andrej Koletič - Lojze Krajnčan - Franci Ogrizek - Jože Planinc - Anton Plantarič - Franci Puhar - Mik Soss - Emil Spruk - Marjan Stropnik - Mitja »Mišo« Trtnik | Pianisti in klaviaturisti - Slavko Avsenik mlajši - Borut Lesjak - Slobodan Marković - Jože Privšek - Breda Rajh-Divjak - Mario Rijavec - Silvo Stingl - Ivo Umek Kitaristi - Milan Ferlež - Grega Forjanič - Vinko Horvat - Jan Plestenjak - Lev Ponikvar - Kajetan Zupan Basisti - Žiga Golob - Miško Hočevar - Boris Kofol - Karel »Čarli« Novak - Pavel Oman - Ladislav Rebrek - Krešimir Remeta Bobnarji - Ratko Divjak - Franc »Koko« Jagodic - Aleš Kersnik - Aleksander Skale Tolkalisti - Braco Doblekar - Nenad Jelić - Aljoša Jerič - Aleš Kersnik - Franc »Koko« Jagodic - Uroš Šećerov |